# ヨハネス・ダイカー
ヨハネス・ダイカー（Johannes Christian Deiker、1822年5月27日 - 1895年5月23日）はドイツの画家である。数年間、ヘッセンのブラウンフェルスで宮廷画家を務めた。動物画や狩りの情景を描いたことで知られる。動物画家のカール・フリードリヒ・ダイカー(1836-1892)の兄である。

## 略歴
ヘッセン州のヴェッツラーで、画家、美術教師のクリスティアン・フリードリヒ・ダイカー(Christian Friedrich Deiker: 1792-1843) の息子に生まれた。父親はダイカーを高校で教え、個人的にも教えた。1841年にフランクフルト・アム・マインのシュテーデル美術館の美術学校に入学し、歴史画家のヤーコブ・ベッカーののもとで学び始めたが、1843年に父親が亡くなったので学校を中退して、ヴェッツラーに戻った。父親の後任として高校の美術教師となり、弟のカール・フリードリヒ・ダイカーも教えた。
デュッセルドルフ美術アカデミーの教授、ヨハン・ヴィルヘルム・シルマーからデュッセルドルフで修業を再開するように誘われたが、家族の生活のために断り、ゾルムス＝ブラウンフェルス家の太子、フェルディナンド（Ferdinand von Solms-Braunfels）の誘いに応じて、家族とブラウンフェルスに移り、宮廷画家として肖像画や風景画を描いた。狩りの情景や動物、家畜や野生の動物を描くのを好むようになり、精密な描写で動物画家として人気になった。デュッセルドルフの展覧会に出展し、1845年にハノーファーの展覧会に出展した作品は、ハノーファー国王、エルンスト・アウグストに買い上げられた。多くの作品が貴族たちに買い上げられ、国外の顧客も作品を購入した。
レンブラントのようなオランダ絵画への興味から、1850年からアントウェルペンのを訪れ、風俗画家のヨセフス・ラウレンティウス・ダイクマンス(Josephus Laurentius Dyckmans)のスタジオを訪ねた。1868年から弟のカールが活動を始めていたデュッセルドルフに移った。1871年にデュッセルドルフの美術団体マルスカンの会員となった。

## 作品

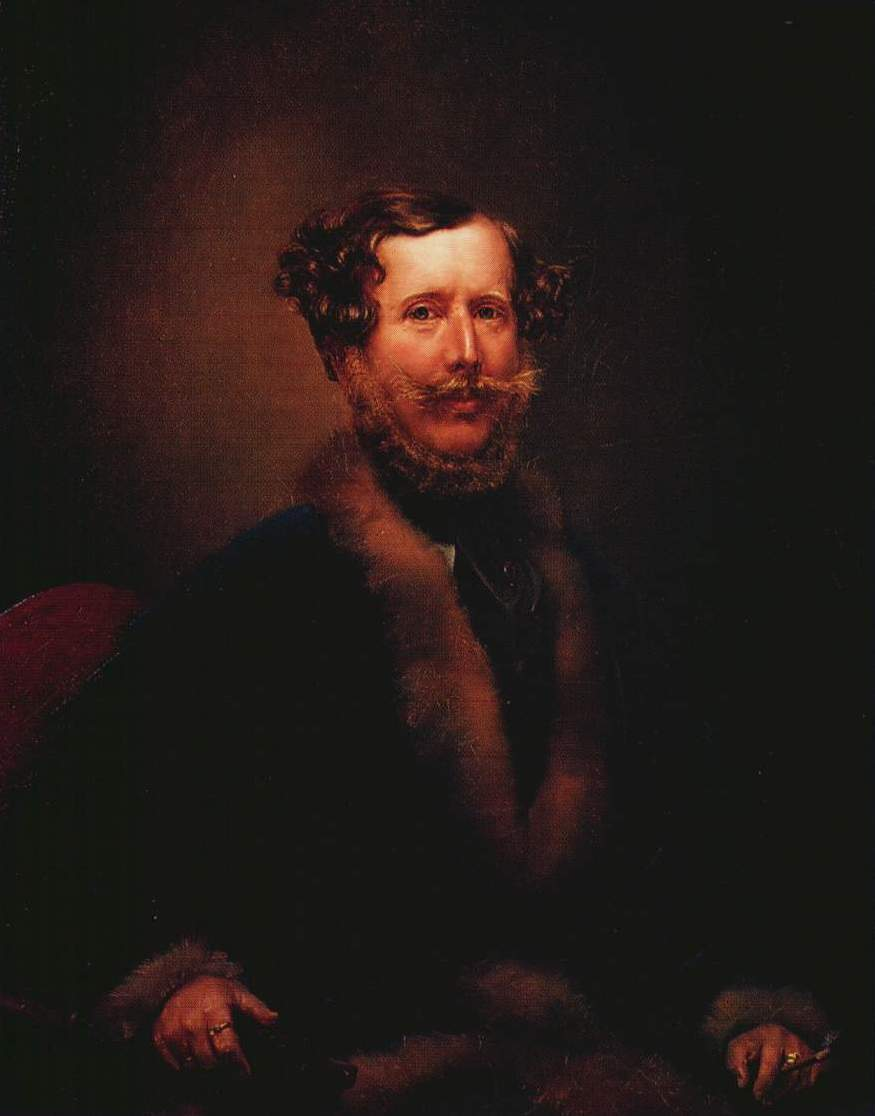
Ferdinand zu Solms-Braunfels
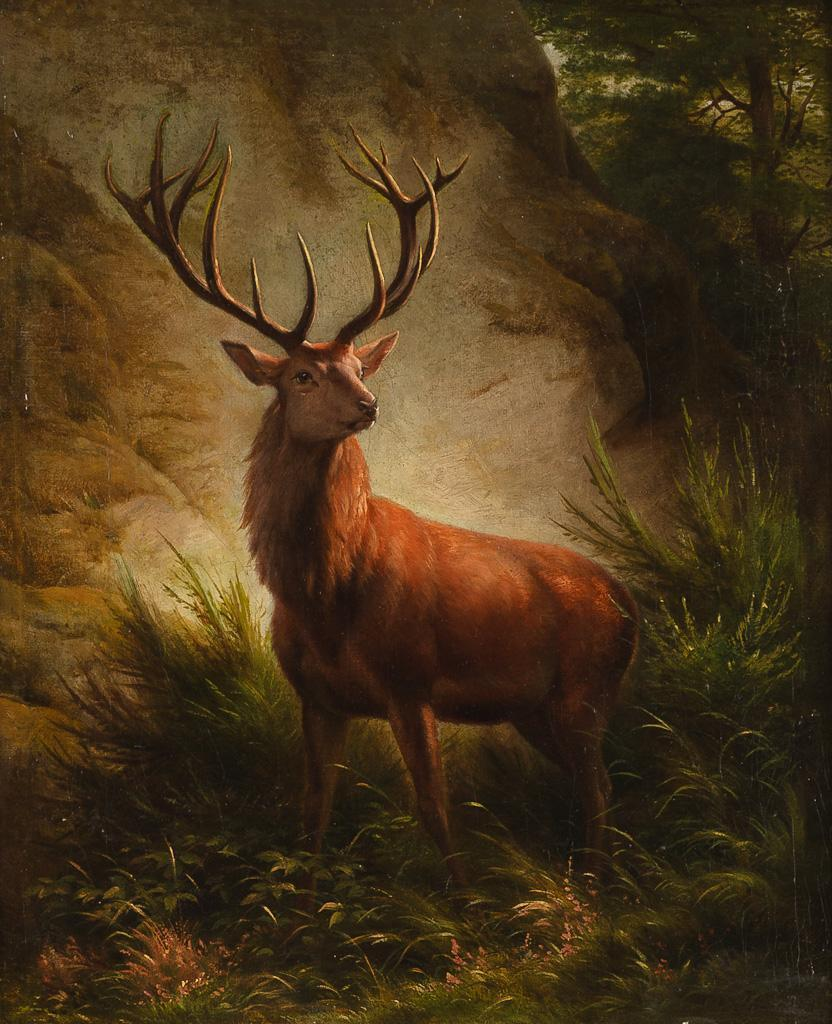
森の鹿(Sechzehnender)
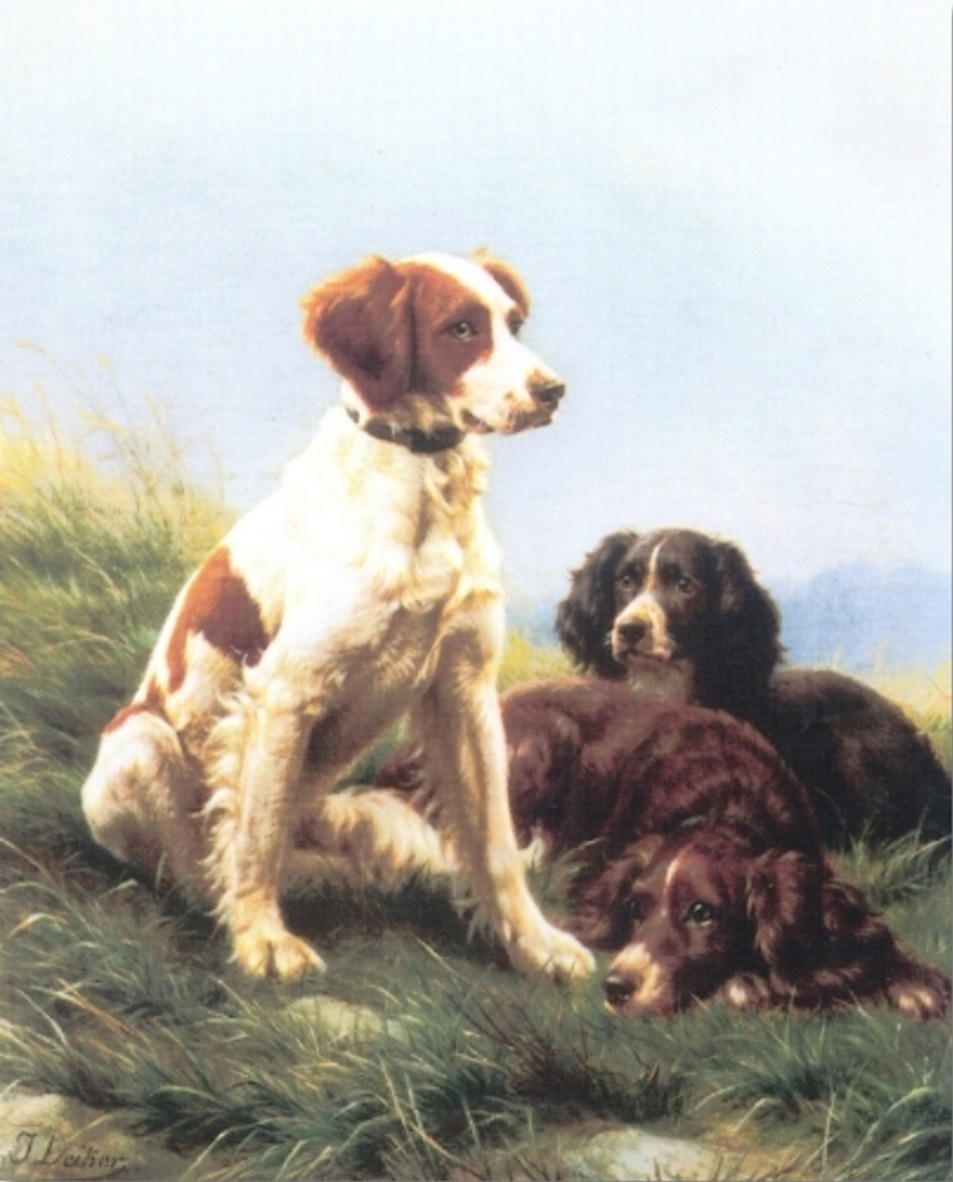
スパニエル
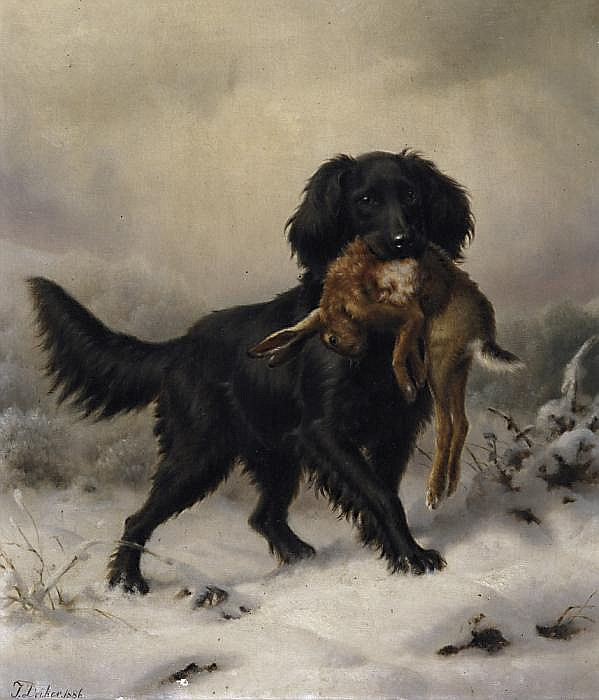

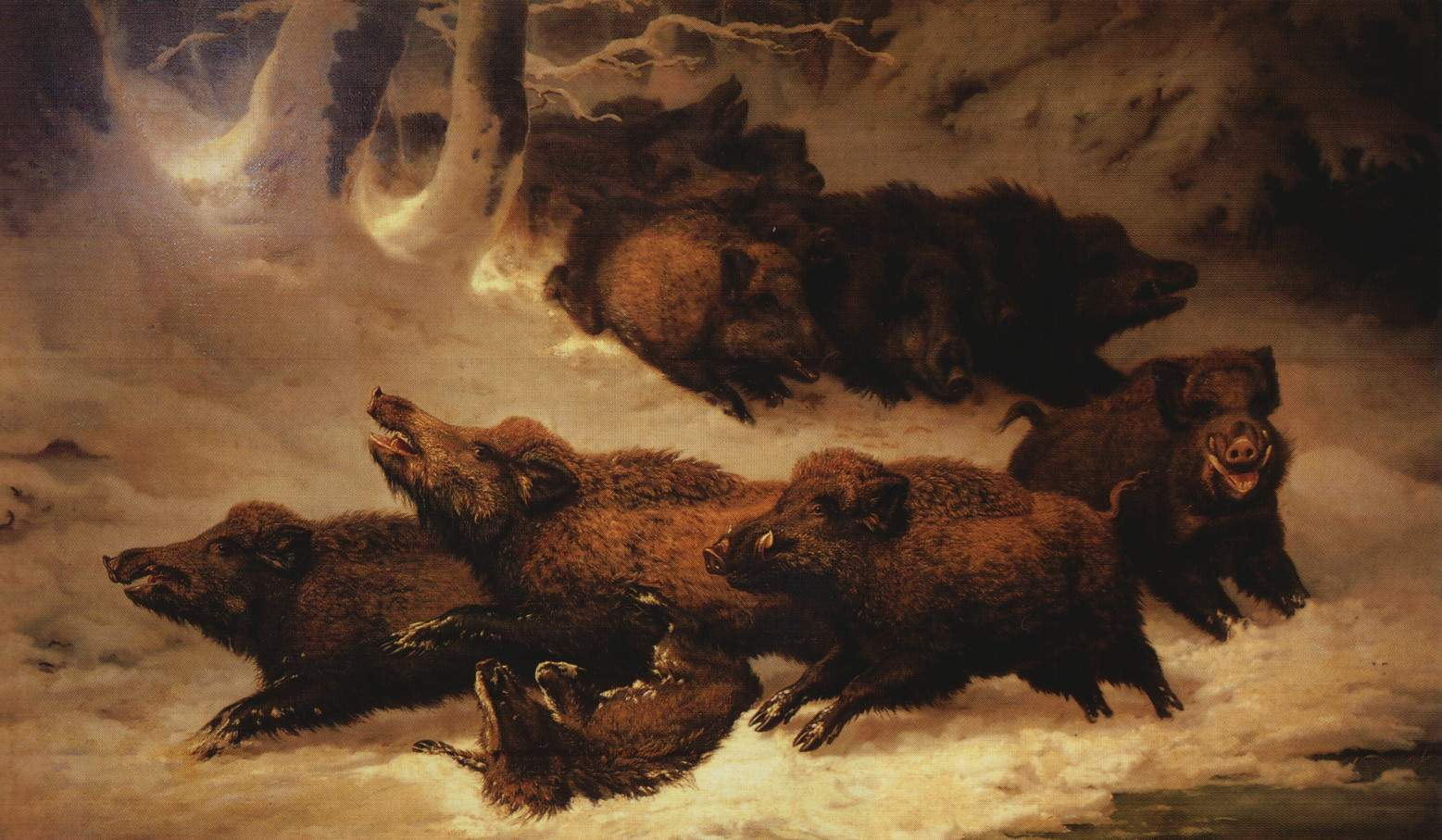
雪の中のイノシシの群れ
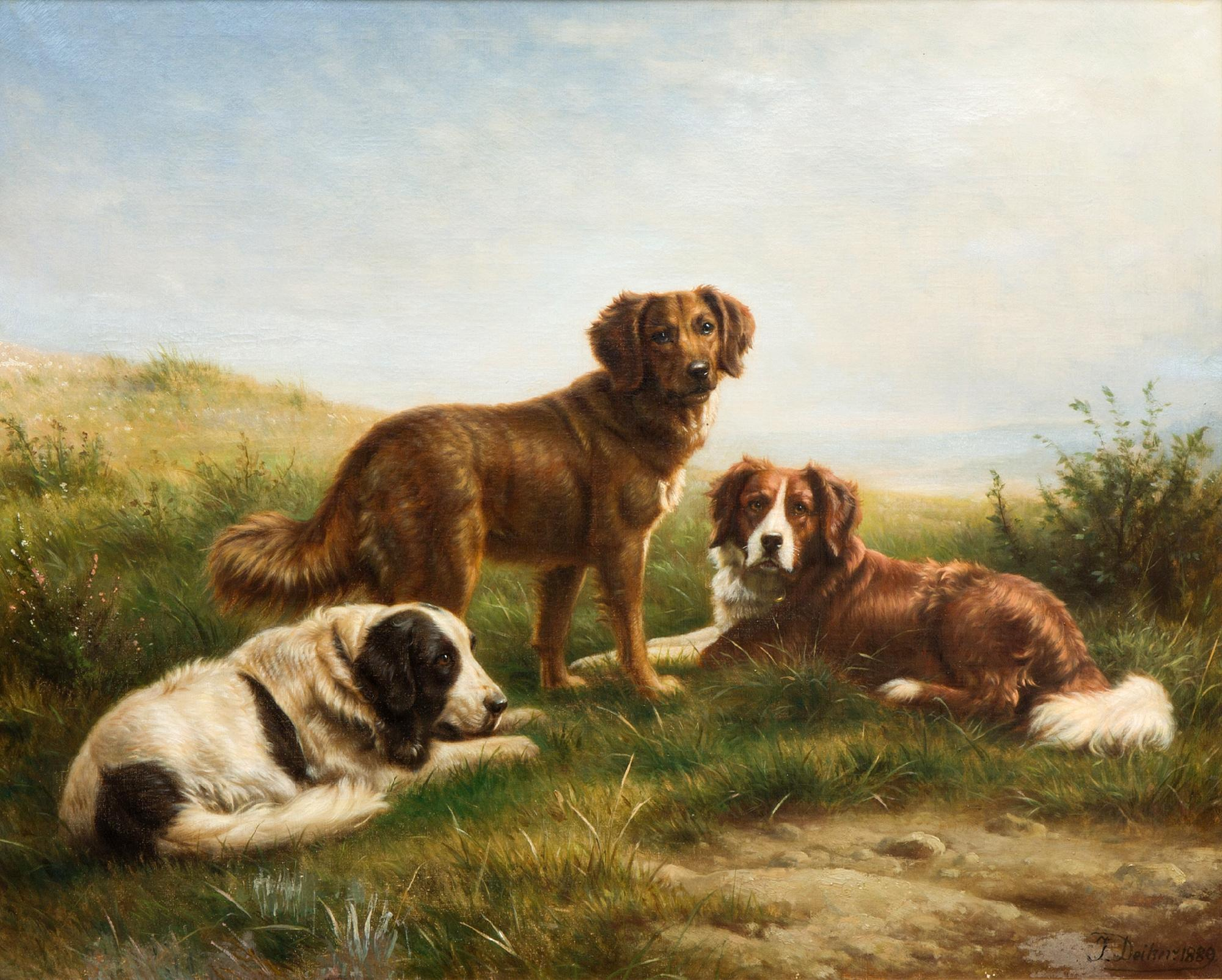
3匹の猟犬
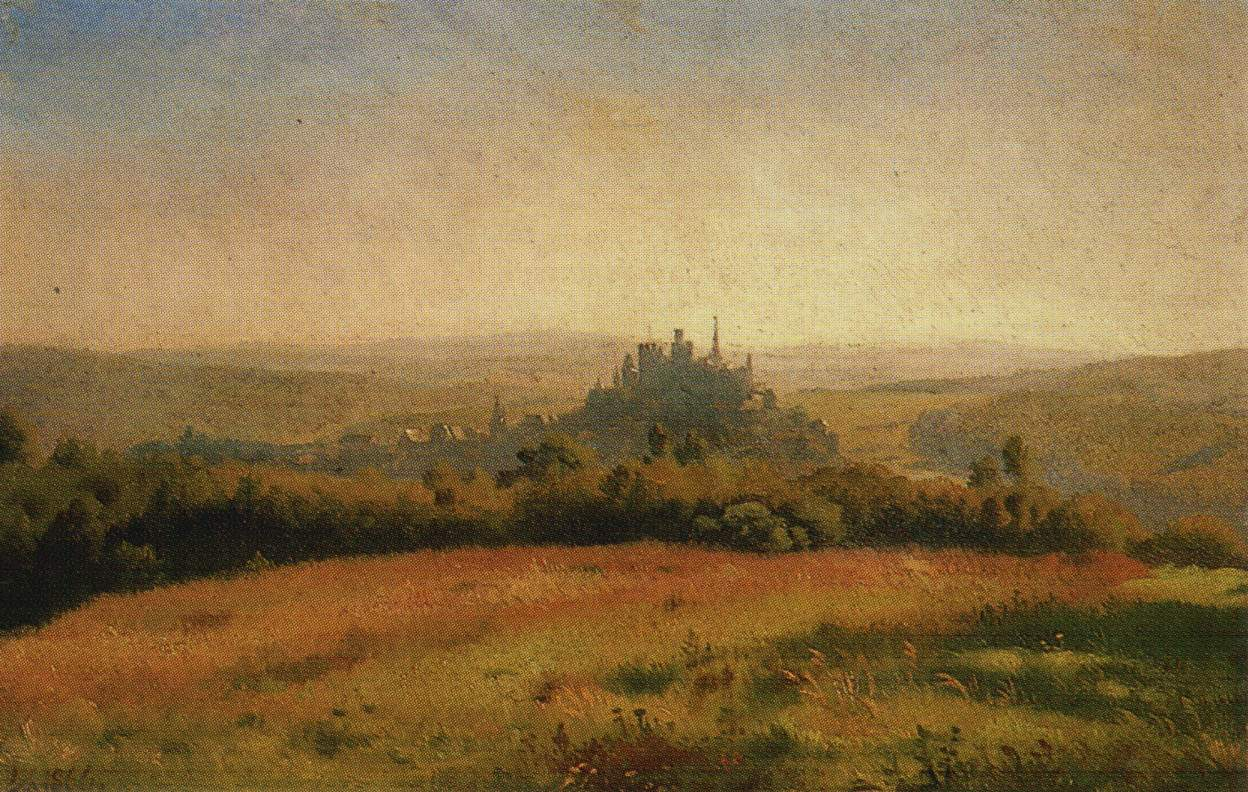
ブラウンフェルス城